# Bahnhof Belfort-Montbéliard TGV
Der Bahnhof Belfort-Montbéliard TGV (französisch Gare de Belfort-Montbéliard TGV) im Gemeindegebiet von Meroux südöstlich von Belfort ist neben dem Bahnhof Besançon Franche-Comté TGV einer von zwei Personenbahnhöfen an der LGV Rhin-Rhône – und zwar an jener Stelle, an der die Bahnstrecke Belfort–Delle unterquert wird und sich der Bahnhof Meroux TGV befindet. Über diese reaktivierte Strecke wird neben Belfort auch Montbéliard und der Schweizer Kanton Jura erschlossen. Der Bahnhof der Schnellfahrlinie ging am 11. Dezember 2011 zusammen mit der Neubaustrecke in Betrieb, jener für die Regionalzüge am 6. Dezember 2018 – beide jeweils mit dem jährlichen Fahrplanwechsel.

## Geschichte und Infrastruktur

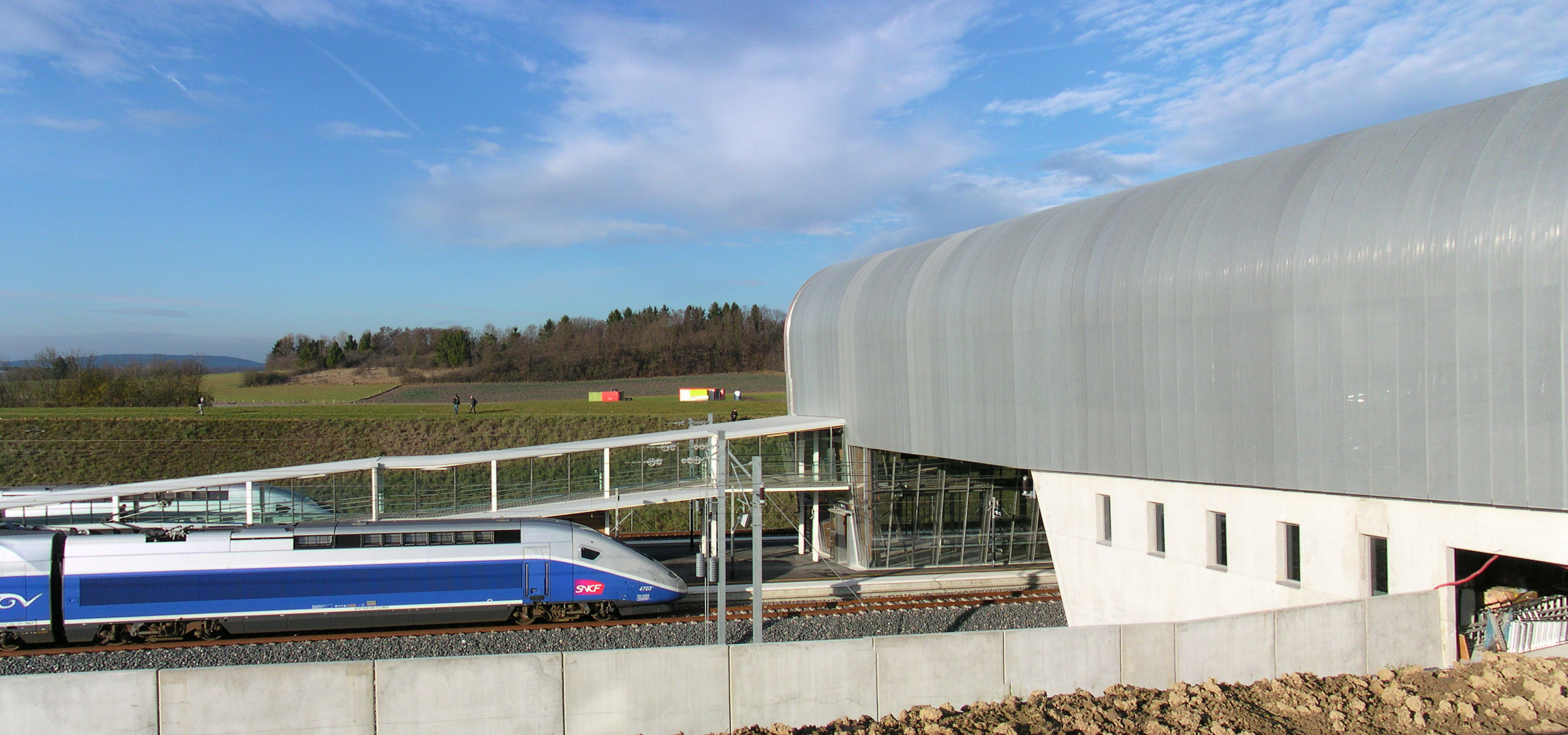
Empfangsgebäude des Bahnhof Belfort-Montbéliard TGV

Die Grundsteinlegung dieses Turmbahnhofs war am 15. Oktober 2009 – feierlich eingeweiht wurde er am 1. Dezember 2011 durch Nathalie Kosciusko-Morizet, damals Ministerin für Verkehr.
Der Bahnhof Belfort-Montbéliard TGV verfügt über vier Gleise, wovon zwei Durchfahrtsgleise für nicht haltende TGV-Züge und zwei für haltende. Der im schiefen Winkel darüber liegende Bahnhof Meroux TGV verfügt über deren zwei für den Regionalverkehr. Beide Bahnhöfe besitzen einen Mittelbahnsteig.
Der Regionalverkehr sollte ursprünglich im zweiten Halbjahr 2012 in Betrieb gehen. Die Eröffnung der Verbindungen nach Delle und Biel fand jedoch erst im Dezember 2018 statt. Für diesen Zweck wurde die Strecke Belfort–Delle erneuert. Vom Bahnhof Meroux TGV führen direkte Verbindungen nach Belfort sowie Delle und Biel/Bienne. Die meisten Züge werden von beiden Seiten nicht durchgebunden und enden jeweils hier.

## Verkehr

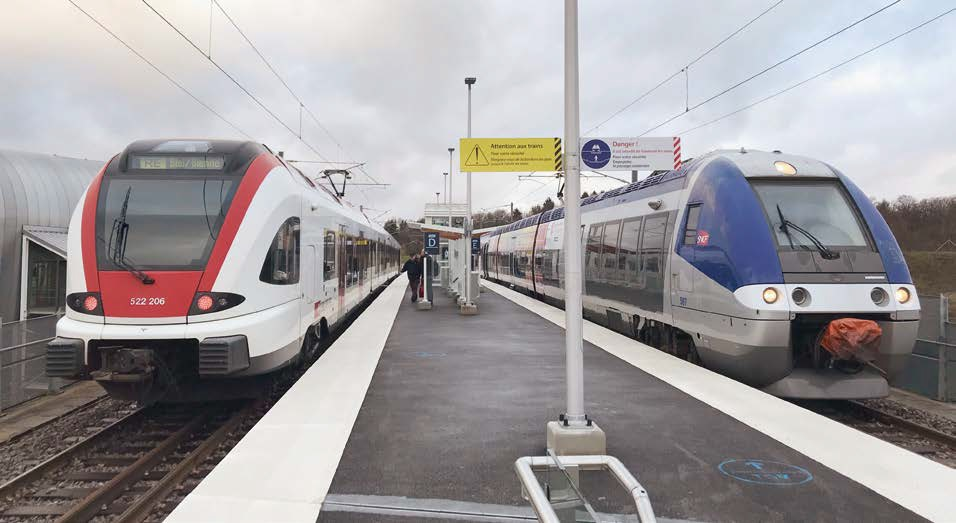
SBB RABe 522 und SNCF Z 27500 im Bahnhof Meroux TGV mit Anschluss zum Bahnhof Belfort-Montbeliard TGV

Die Bedienung und die Reisezeiten ab Belfort-Montbéliard TGV sollen wie folgt sein:
| Stadt/Bahnhof   | Anzahl | kürzeste Reisezeit |
| --------------- | ------ | ------------------ |
| Paris           | 08     | 2:17 h             |
| Lyon            | 05     | 2:23 h             |
| Marseille       | 03     | 4:13 h             |
| Montpellier     | 01     | 4:20 h             |
| Mulhouse        | 14     | 0:22 h             |
| Basel           | 03     | 0:44 h             |
| Strasbourg      | 05     | 1:14 h             |
| Lille           | 01     | 3:37 h             |
| Dijon           | 07     | 0:50 h             |
| Zürich          | 03     | 1:43 h             |
| Besançon TGV    | 10     | 0:24 h             |
| Besançon-Viotte | 01     | 0:28 h             |

Es wurden jährlich 1,1 Millionen Fahrgäste erwartet.